# Catharina Backer

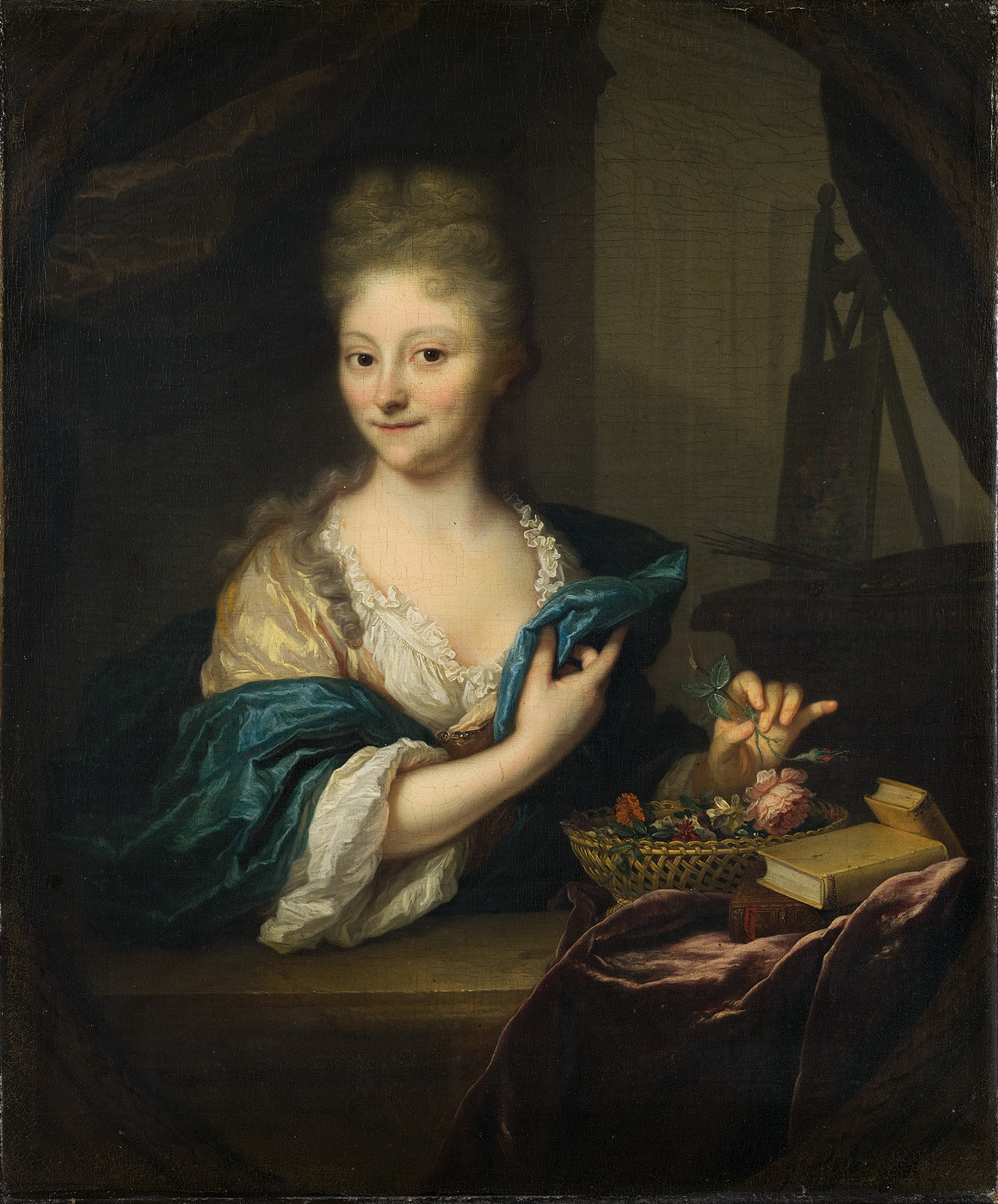
Catharina Backer, 1713

Catharina Backer (* 22. September 1689 in Amsterdam; † 8. Februar 1766 in Leiden) war eine niederländische Stilllebenmalerin und Zeichnerin.

## Leben
Catharina Backer wurde am 22. September 1689 in Amsterdam als Tochter des Rechtsanwalts und Kaufmanns Willem Cornelisz. Backer (1656–1731) und Magdalena de la Court (1662–1712) geboren. Sie heiratete am 25. August 1711 ihren Cousin, den Tuchfabrikanten und Kunstsammler Allard de la Court van der Voort und hatte mit ihm vier Kinder, von denen zwei im Säuglingsalter starben. Ihre Tochter Sara starb im Alter von 23 Jahren und ihr Sohn Pieter war geistig behindert.
Sie wurde in eine kunstsinnige Familie geboren. Ihre Eltern besaßen neben Gemälden auch ein Kuriositätenkabinett und ihr Vater schuf das „Album Backer“, eine Sammlung gezeichneter Porträts der Familienmitglieder. Catharina Backer war gebildet, sie sprach Französisch, Italienisch und Englisch und besaß Bücher zu Geschichte, Religion, Mathematik, Kunst und Musik. Sie wurde sehr von ihrem Vater gefördert. Zudem bekam sie Malunterricht und war Schülerin des Stilllebenmalers Jan van Huysum (1682–1749) und von Willem van Mieris (1662–1747).
Ehen in der Familie waren in ihrer Familie nicht unüblich, um das Kapital der Familie zu erhalten und zu vermehren. So spielte sie als Kind oft mit ihrem Cousin Allard de la Court van der Voort, den sie 1711 heiratete und zu ihm nach Leiden zog. Ihre erste Schwangerschaft endete in einer Fehlgeburt, zwei Kinder starben früh, ihre Tochter Sara im Alter von 23 Jahren und der Sohn Pieter geistig behindert. Catharina Backer fühlte sich in Leiden nie wirklich wohl und vermisste ihre Geburtsstadt Amsterdam. Sie litt unter Melancholie. Ihre Eltern versuchten sie mit Briefen zu Aktivitäten zu ermutigen, um die Melancholie zu zerstreuen, wie zum Beispiel mit ihrem Mann spazieren zu gehen, zu lesen und zu malen. Ihr Vater schrieb auch an ihren Ehemann und sorgte sich. Der Tod ihres Vaters im Jahr 1731 muss für sie ein großer Verlust gewesen sein. Sein Tod löste zudem einen längeren Familienstreit um das Erbe aus, der Backer von ihrer Familie isolierte; schließlich musste sie sich auf die Seite der De la Courts stellen.
Möglich ist, dass sich Catharina Backer in ihren späten Jahren wieder mit der Malerei beschäftigt. Ein anonymer Nachkomme von Backer schrieb 1857, dass sie sich als Witwe ab 1755 „ausschließlich mit den Künsten beschäftigte“. Vermutlich hätte sie die Kunstschränke ihres Vaters, ihres Mannes und ihres Sohnes als Studienobjekt genutzt. Leider ist kein Werk aus dieser Zeit erhalten.

## Werk

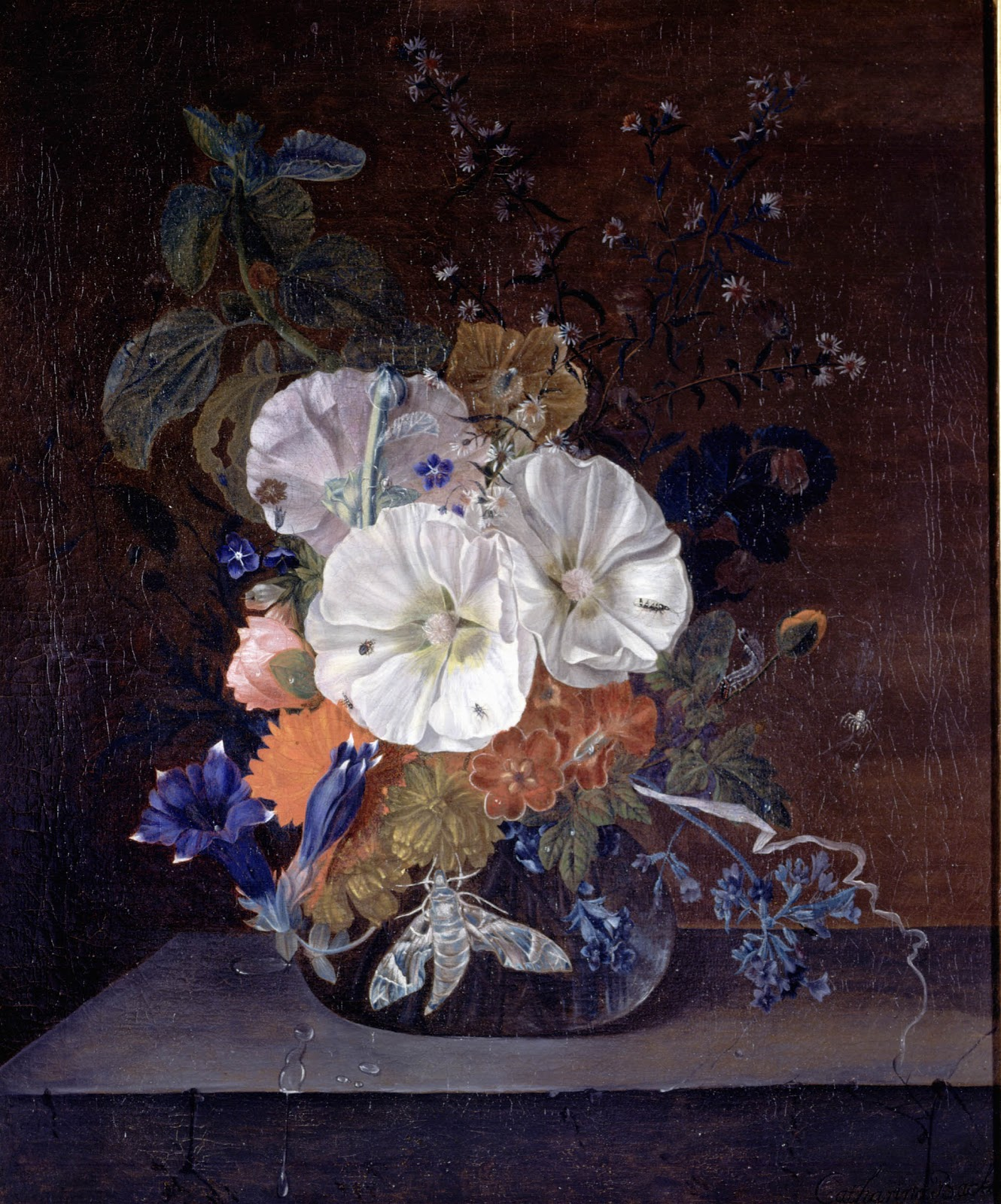
Stillleben, vor 1711

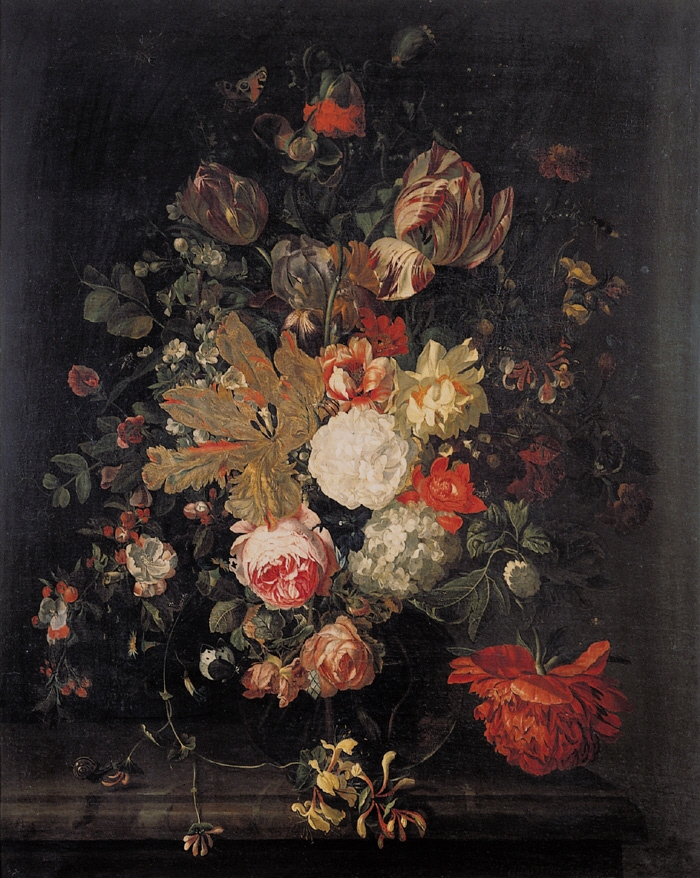
Stillleben, 1712

Catharina Backer hat gemalt, mit Kreide gezeichnet, Aquarelle gemalt und Fächer gestaltet. Zumeist malte sie Stillleben mit Blumen und Früchten. Zudem erstellte sie ein Zeichenbuch mit 232 Zeichnungen. Eine Zeichnung datiert auf das Jahr 1706. Somit begann sie mit diesem Werk bereits in Amsterdam. In dem Buch finden sich auch Studien, zu Menschen und Tieren, Genrebilder, Porträts und mythologische Szenen.
In Leiden hatte Backer keinen Zeichen- oder Malunterricht. Vermutlich hat sie kurz nach der Hochzeit mit dem Zeichnen aufgehört und nur noch wenig gemalt. Von ihr sind acht Gemälde aus der Zeit vor der Hochzeit erhalten geblieben. Danach sind nur drei bekannt. Diese stammen zudem aus den ersten Jahren ihrer Ehe. Da Allard de la Court 1749 über seine gesamte Kunstsammlung, einschließlich Catharinas Werk eine Bestandsaufnahme, anfertigte, existiert ein verlässlicher Überblick über ihr Schaffen zu dem Zeitpunkt. Für sie werden in der Bestandsaufnahme 250 Zeichnungen genannt, die vor der Hochzeit entstanden waren.
Catharina Backer starb am 8. Februar 1766 in Leiden. Nach ihrem Tor wurde die Kunstsammlung im Rahmen einer großen Auktion versteigert. Dazu wurde ein Katalog in mehreren Sprachen mit ausführlichen Beschreibungen der Gemälde hergestellt. Einige Werke Catharinas blieben jedoch bis 1904 im Familienbesitz und wurden erst dann versteigert. In vielen kunsthistorischen Nachschlagewerken als talentierte Amateurin bezeichnet. Ihre Arbeiten befinden sich in verschiedenen öffentlichen Sammlungen. Ihr bekanntestes und größtes Gemälde hängt im Hallwylska-Museum in Stockholm. Es handelt sich um ein Blumenstillleben, an dem sie bereits in Amsterdam arbeitete und das sie 1712 vollendete. Auch im Museum De Lakenhal in Leiden gibt es ein Blumenstillleben von Catharina Backer. Im Jahr 2004 wurde im Willet Holthuijsen Museum in Amsterdam eine Diaausstellung ihrer Zeichnungen gezeigt, die im Amsterdamer Historischen Museum, dem Verwalter der Sammlung der Backer Foundation, untergebracht sind.